# Tórshavn

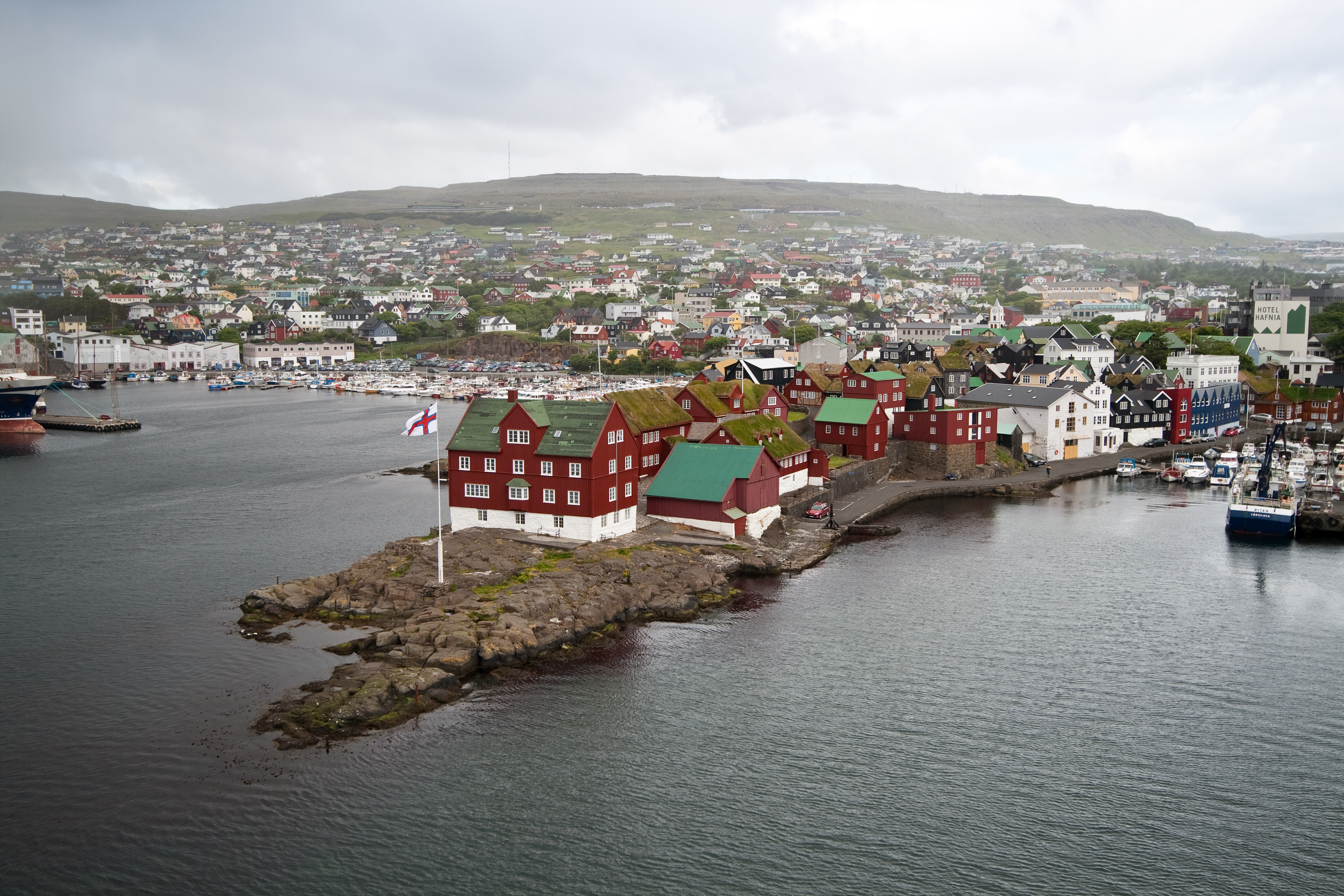
Tórshavn

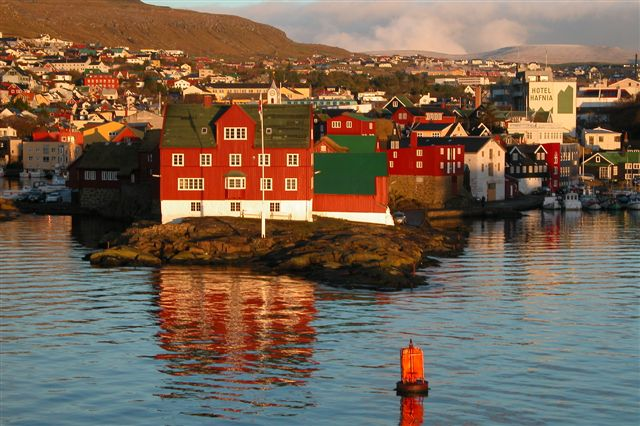
Tórshavn

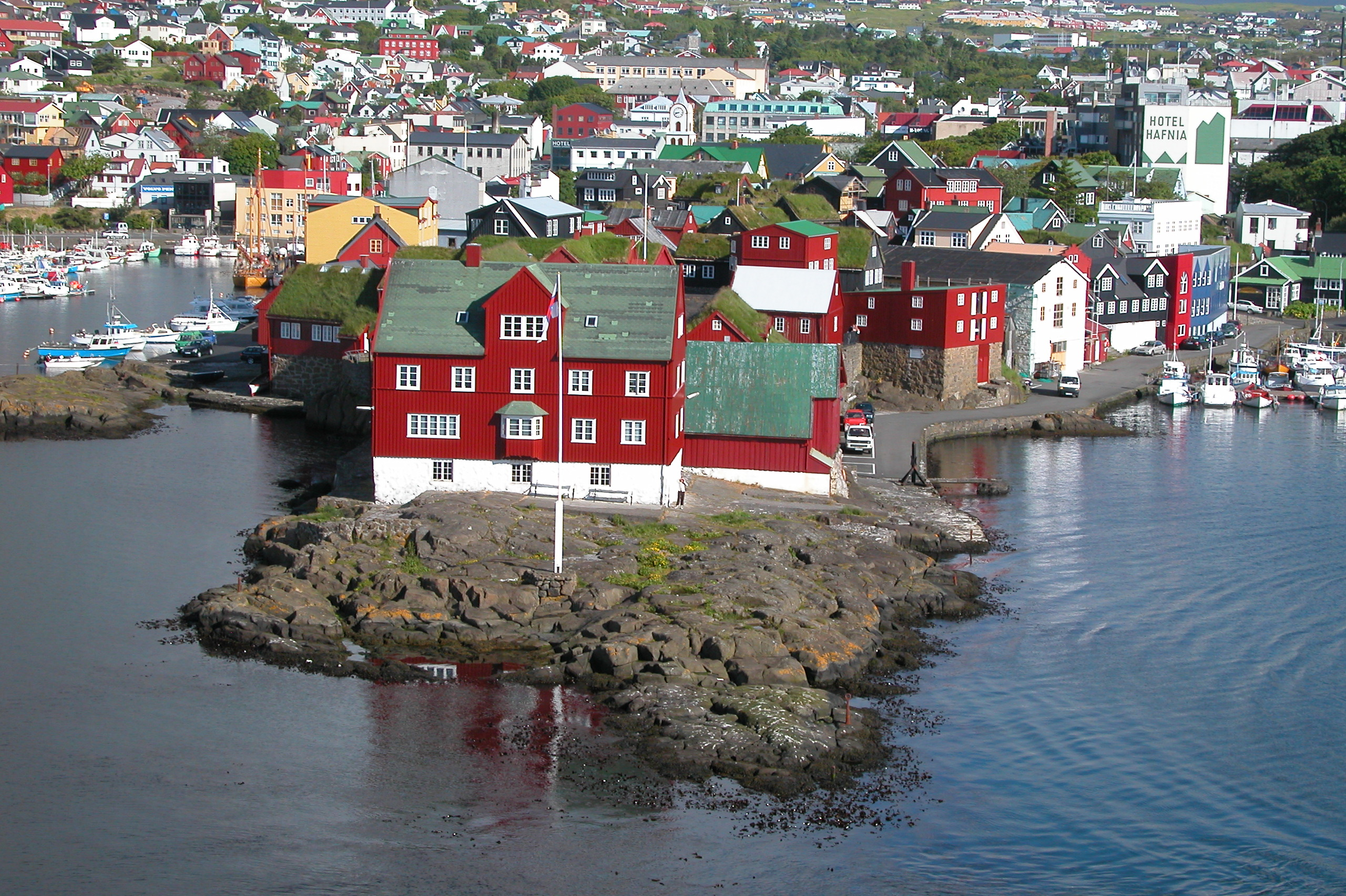
A península de Tinganes

Tórshavn ( PRONÚNCIA; em dinamarquês: Thorshavn) é a capital das Ilhas Feroe, um território autónomo da coroa dinamarquesa.

O nome significa Porto de Thor. Os feroeses normalmente referem-se a capital somente por Havnin, que significa O Porto.

A cidade está situada na costa sudeste da ilha Streymoy e possui uma população de 14 086 habitantes, de acordo com dados de 2025, sendo que a a Comuna de Tórshavn possui mais de 21 000 habitantes.

Tórshavn é o principal centro cultural, econômico e histórico das Ilhas Feroe, além de ser a cidade mais populosa da província autônoma. Administrativamente está composta pelas regiões Argir, no extremo sul da cidade, Hoyvík e Hvítanes, no extremo norte, onde localiza-se uma área plana cercada por montanhas e mar, e as ilhas Nólsoy, Hestur e Koltur, além dos assentamentos Kirkjubøur, Velbastaður, Norðadalur e Syðradalur, localizados a sudoeste de Tórshavn, na costa oeste da ilha Streymoy. Há ainda, os assentamentos de Kollafjørður, Kaldbaksbotnur e Kaldbak, que também compõem a região de Tórshavn.
Historicamente, Tórshavn cresceu muito lentamente nos primeiros 600 anos. Após a abertura da cidade como um espaço comercial, em 1909, a população aumentou de menos de 1 000 até cerca de 12 000 nos dias atuais. O Parlamento feroé, denominado Løgting, encontra-se situado na península de Tinganes, onde está localizado igualmente o centro histórico do município. 

## História

### Primórdios
O nome da cidade significa Porto de Thor, em homenagem ao Deus do trovão e relâmpago na mitologia nórdica, sendo a palavra nórdica para porto. Tórshavn, por ser a ilha principal das Ilhas Feroe, muitas vezes era chamada de "Porto". O Brasão de armas apresenta o martelo de Thor, Mjölnir, o que sugere que Tórshavn pode ser datada de antes do cristianismo.
O Parlamento sobre o Tinganes foi provavelmente fundado entre 825 e 850 d.C, sendo um dos mais antigos sítios parlamentares do mundo. Na Era Viquingue havia uma tradição de colocar o parlamento num lugar neutro e desabitado, para que ninguém pudesse obter vantagens da localização. Havia naquele tempo muito espaço limitado em Tinganes, mas foi a localização mais central na ilha principal. Os viquingues encontraram rochas planas em Tinganes a cada verão. A Era Viking terminou em 1035 e a Assembléia foi seguida por um posto comercial gradualmente estabelecido em uma área de negociação permanente.
Em 1075, Tórshavn foi mencionada pela primeira vez por escrito e, portanto, é considerada uma das mais antigas capitais da Europa. Durante a Idade Média, Tórshavn exercia influência sobre quase toda a península. A cidade era composta por duas áreas periféricas voltadas ao campo, embora Tórshavn, a exemplo das demais aldeias das Ilhas Faroé, nunca tenha sido comunidade agrícola. Em 1271, o Reino da Noruega estabeleceu um monopólio real em Tórshavn. Até o século XII, todo o comércio entre a Noruega e as Ilhas Faroe foi centralizado em Bergen. De acordo com um documento, a partir de 1271 dois navios navegavam regularmente de Bergen com destino à Tórshavn com diversas mercadorias, entre os quais sal, madeira e grãos. Assim sendo, Tórshavn teve mais contato com o mundo exterior do que as outras cidades da ilha. Na regra norueguesa e, posteriormente, dinamarquesa, o governo enxergava Tórshavn como um portão de entrada para a ilha. Todos esses fatores contribuíram para a evolução de Tórshavn em uma direção diferente das outras cidades da ilha.

### 1500-1800
Os primeiros assentamentos permanentes em Tórshavn surgiram após a Reforma Protestante em 1539. A cidade foi fundada originalmente como um centro comercial sob o rei Frederico II, que deslocaria as cidades hanseática de comércio e fez com que Tórshavn oficialmente fosse um porto de comércio para as outras ilhas e localidades das Ilhas Feroe. Na segunda metade do século XVI, Tórshavn tornou-se uma localidade muito exposta a pirataria e, portanto, era uma alta prioridade a proteção da cidade e seu comércio, que montou uma guarnição e fortificações. Por volta de 1580, uma pequena fortaleza, Skansin, foi construída pelo comerciante e herói naval das Ilhas Feroe, Magnus Heinason no extremo norte do porto. Esta construção fez dele um herói nacional, após o qual a cidade por um tempo estava livre de piratas. Mais tarde, outra fortaleza foi construída na cidade, por Cristiano IV.
Em 1584, Tórshavn tinha uma população de 101 habitantes. Os habitantes foram divididos em três grupos iguais, respectivamente, os camponeses com suas famílias e cuidadores, comerciantes e administradores do comércio e proprietários de terras e outros bens. O proletariado sem terra das aldeias, assim como imigrantes que chegavam à Tórshavn em busca de trabalho, compunham a maior parte da população e geralmente dependiam da generosidade dos agricultores. Devido a isso, este grupo por diversas vezes não entrava nas estatísticas oficiais.
No ano de 1655, Frederico III premiou um de seus favoritos, Christopher Gabel, dando-lhe o controle sobre o poder nas Ilhas Feroe. O período é conhecido como o momento mais instável da história de Tórshavn. A administração de Christopher Gabel suprimia moradores de Tórshavn de diferentes maneiras: O monopólio do comércio dinamarquês nas Ilhas Feroe estava nas mãos da família real, sendo que este não foi projetado para beneficiar a população feroesa. Habitantes de todas as localidades das ilhas que formavam a nação só poderiam praticar o comércio em Tórshavn, a preços pré-definidos e monopolizados pela pela Dinamarca. Ao mesmo tempo, as importações eram limitadas e caras. Cresceram rumores de revolta da população feroesa contra a administração civil na capital. Foi durante este período, em 1673, que a região de Tinganes foi devastada pelo fogo: Uma loja de pólvora explodiu, muitas casas foram incendiadas e os registros das Ilhas Feroe antigos desapareceram, juntamente com os documentos de Gabel. As condições comerciais melhoraram em Tórshavn, com o monopólio do comércio de novo passando para a administração real em 1708.
Tórshavn foi atingida por uma forte epidemia de varíola em 1709, que vitimou quase toda a população. A cidade registrava, à época, uma população entre 250 e 300 habitantes. Até a segunda metade do século XVIII, Tórshavn mantinha traços de uma cidade pequena. Niels Ryberg passou a desenvolver comércio na região, dedicando-se principalmente à exportação de bens, que baseou-se essencialmente no contrabando para a Inglaterra que, devido ao conflito anglo-francês tornou-se possível. Ryberg foi a primeira pessoa a obter altos lucros financeiros provenientes da pesca, que mais tarde tornou-se um importante fator econômico para as ilhas, especialmente Tórshavn.

### 1800-1920
Em 1801, a população de Tórshavn atingiu 554 habitantes.
Em 1827, foi criada a primeira biblioteca, na região de C. C. Rafn, e o Hospital Faroe County foi criado em 1829. Em 1832, foi estabelecido o Banco Faroe County Savings na cidade. O primeiro colégio voltado a todos os níveis de ensino foi fundado em 1844, por ordem do príncipe Frederico (mais tarde Frederico VII), que esteve nas ilhas. A escola funcionou em uma casa até 1893 quando, através de um estatuto, foi revogado o contrato e o edifício foi vendido em 1895.
Em 1856, a economia livre foi introduzida nas Ilhas Feroe, abrindo o comércio da ilha para outros países e mudando a economia de Tórshavn. Terras agrícolas foram arrendadas para os moradores, que mais tarde as compraram. Esses pequenos lotes de terra serviam de subsistência significativamente. A população cresceu proporcionalmente. Em 1866, a Câmara Municipal de Tórshavn foi fundada. Desde então, a cidade tornou-se a capital das Ilhas Feroe.
O governo dinamarquês construiu um castelo na cidade entre 1880-1881, para moradia oficial e administração do magistrado do  município. Este edifício foi erguido com pedras originárias das próprias Ilhas Feroe e serviu como moradia também para o juiz e o oficial de justiça do país (chefe de polícia), que tiveram suas residências próprias a partir de 1890. Em 1892, a Coroa da Dinamarca também construiu um hospital especializado no país, para tratar dos habitantes com tuberculose. O hospital contava com 32 leitos abertos em 1908, além de um médico especializado, um pároco e outro sacerdote. A distribuição de água potável foi iniciada em 1898 e a construção da primeira escola pública deu-se em 1894, chamada Ilhas Feroe Fólkaháskúli. Esta era voltada para o ensino primário e secundário, passando a servir, tempos mais tarde, como um anexo do Teachers College.
Em 1901, a população de Tórshavn era de 1 656 habitantes. A atividade econômica estava dividida da seguinte forma: 122 estabelecimentos voltados para a atividade intelectual, 90 para a agricultura, 198 para a pesca, 430 para a indústria, 346 para o comércio, 231 para o transporte, 209 para outros setores e 30 estabelecimentos públicos.
Pouco depois do início do novo século, a primeira estrada larga de Tórshavn foi construída. Em 1906, foi instalado outro banco na cidade, cuja propriedade era do Banco de Agricultores em Copenhague. Ainda em 1906, iniciou-se a ligação telegráfica da cidade e de toda a ilha com a Dinamarca, Ilhas Shetland e Islândia, pela estação de telégrafo. Também criou-se uma estação de rádio, uma estação meteorológica e uma estação de telefone (permitindo contato telefônico somente entre as ilhas). Uma usina de energia elétrica foi construída em 1921, além de uma farmácia. Foi também durante esse tempo que tenho Tórshavn ganhou uma agência de correios especializada. Havia muitas pequenas empresas em Tórshavn no início dos anos 20, vários grandes supermercados, um total de aproximadamente 100 pequenas e grandes lojas, e companhias de navegação, instalações de secagem de peixe, lã de fiação, laticínios e fábricas de sabão, cerveja e outros setores.

## Geografia
A capital, que na verdade é um porto, encontra-se situada geograficamente no centro do arquipélago na costa sudeste da maior ilha, Streymoy. Além de delimitar com o Oceano Atlântico, a cidade encontra-se rodeada pelo Monte Húsareyn (374 metros) a norte e pelo Monte Kirkjubøreyn (350 metros) a sul.

## Política e administração
O parlamento das Ilhas Faroé (em faroês: Løgtingið), localizado em Tinganes, é um dos mais antigos do mundo. Em Tinganes também estão localizados outros órgãos de governo das Feroe, tais como o Gabinete do Primeiro Ministro, Ministério da Indústria e o Departamento do Interior. O edifício que agora abriga a Câmara Municipal de Tórshavn foi construído originalmente em 1894, estando localizado à frente do Parlamento e abrigando primeiramente uma escola. Os outros prédios de órgãos do governo da província autônoma estão situados em outras partes da cidade. O Ministério da Saúde está em Eirargarður, onde também está localizado o principal hospital da cidade. O Ministério da Cultura feroês situa-se em Hoyvíksvegur. O único ministério que não está situado na zona urbana da cidade é o Ministério das Finanças, que está em Argir, aldeia vizinha ao sul de Tórshavn, que é parte do município.

### Instituições dinamarquesas
O órgão que representa a Dinamarca no país, Rigsombuddet, tem sua sede no centro da cidade. Outros orgão, como o  Comando Feroe, o Chief Medical Officer, o Tribunal de Justiça e a Polícia das Ilhas Feroe, constituem as instituições dinamarquesas na ilha e estão sob responsabilidade da Coroa da Dinamarca.

### Consulados

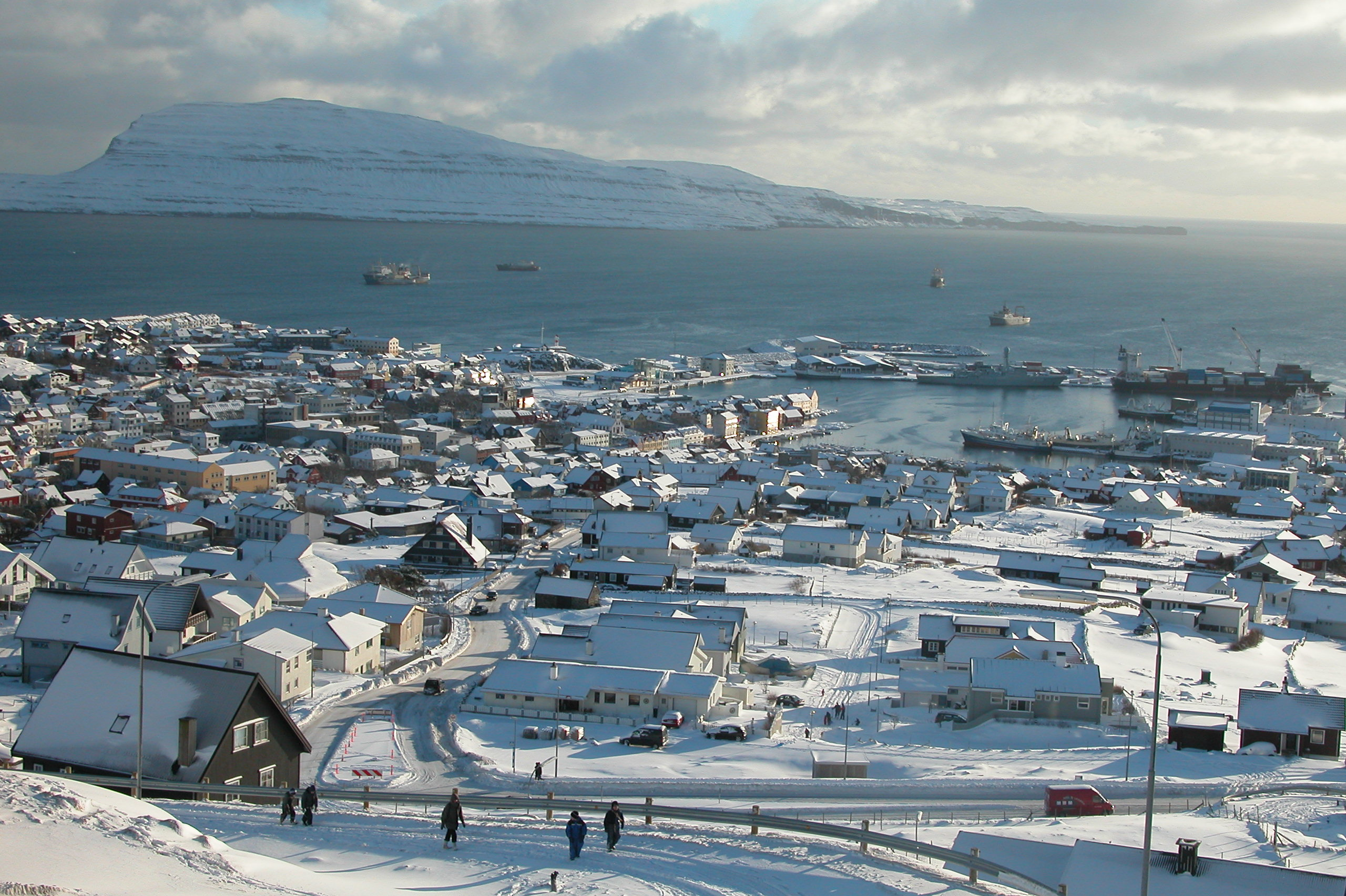
Tórshavn no inverno

Sobre a representação internacional, 10 países possuem consulados em Tórshavn: Finlândia, França, Grécia, Holanda, Islândia, Itália, Noruega, Reino Unido, Rússia e Suécia.

### Relações internacionais
Tórshavn possui as seguintes cidades-irmãs:
- Asker, Noruega
- Garðabær, Islândia
- Jakobstad, Finlândia
- Mariehamn, Ilhas Aland
- Eslöv, Suécia
- Birkerød, Dinamarca

## Demografia
De acordo com dados de 2012, a população da cidade é de 12 256 habitantes. A evoluação da população, desde 1801, tem-se dado de forma lenta e gradual. 
| Ano       | Hab.       |
| --------- | ---------- |
| 1801      | 554        |
| 1854      | aprox. 900 |
| 1900      | 1 656      |
| 1950      | 5 607      |
| 1980      | 12 641     |
| 1990      | 14 689     |
| 1995      | 13 781     |
| 1997      | 15 844     |
| 1999      | 16 469     |
| 2002      | 18 420     |
| 2005      | 19 282     |
| 2020*     | 23 000     |
| *Previsão |            |

## Infraestrutura
Tórshavn possui uma infraestrutura relativamente boa, o que contribui para que o turismo seja crescente na cidade. A área da cidade  possui vários sítios arqueológicos, além de prédios históricos, como a Câmara Nordic, e concertos musicais e exposições culturais.

### Educação
Em Tórshavn existem 11 escolas públicas, uma escola especial e duas escolas particulares. As escolas públicas na área urbana de Tórshavn são: Eystur, Kommunuskúlin, Sankta Frants Skúli, Venjingarskúlin, Hoyvíkar Skúli, Skúlin á Argjahamri e Skúlin við Løgmannabreyt. Outras escolas públicas localizadas em áreas de campo e aldeias próximas à zona urbana são: Kaldbaks Skúli, Kollafjarðar Skúli, Nólsoyar Skúli e Velbastaðar Skúli. A escola especial está estabelecida no mesmo local que o Teacher Training College. A educação em Tórshavn, assim como em todas as Ilhas Feroe, é administrada pelo Ministério da Educação Feroês e o Governo da cidade que, por sua vez, estão subordinados à Dinamarca. O idioma usado nas escolas é o feroês, mas também é ensinado o dinamarquês, assim como outros idiomas estrangeiros como o inglês e alemão.
Na cidade, a única instituição de ensino superior é a Universidade das Ilhas Faroé, que possui cerca de 1000 estudantes. Em 1937, foi estabelecido o primeiro curso de graduação a ser ensinado nas ilhas. Em 1964, o curso foi estendido para uma escola real, que ainda existem em Hoyvík, ou seja, o Ginásio das Ilhas Faroe (Ilhas Feroe Studentaskúli), que tem o maior número de estudantes do ensino médio nas ilhas. Em 1962, a escola mudou-se para Hoydalar em Hoyvík, ao norte de Tórshavn.
Uma das mais antigas instituições de ensino em Tórshavn é a Ilhas Feroe Folk High School, que foi fundada em 1899. Seu fundador foi Símun av Skarði, um escritor e político das ilhas. A Escola de Música de Tórshavn também é uma das maiores instituições de ensino do país, voltada para a área musical.

### Transporte

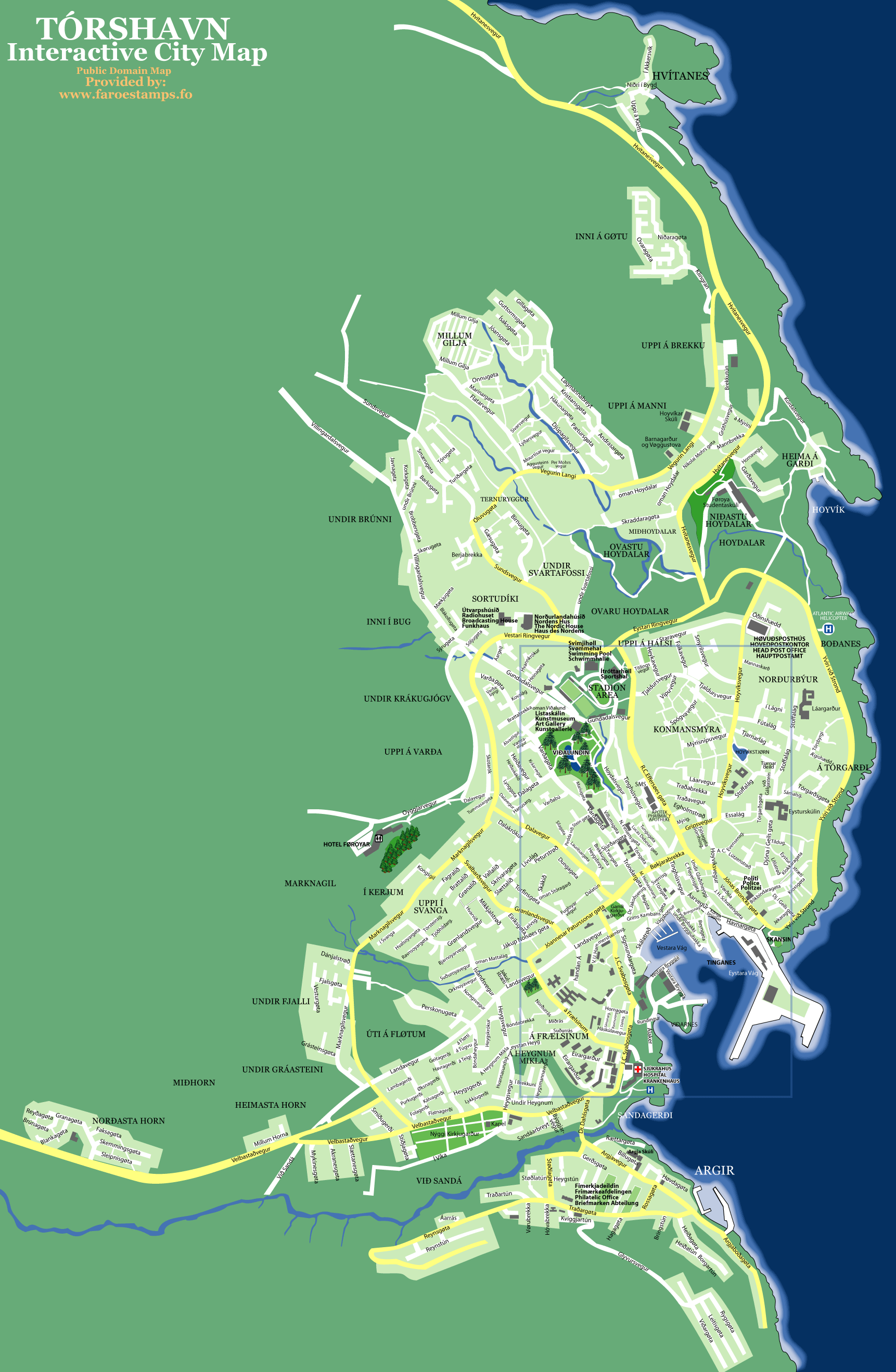
Mapa da área urbana de Tórshavn, com destaque para suas estradas (em amarelo).

A primeira estrada em Tórshavn foi construída em 1907, fazendo a ligação da zona urbana com o hospital em Hoydalar, que tratava pacientes com tuberculose. Outra estrada ligando Vejen a Hvítanes, que fica a nordeste de Torshavn, foi construída em 1950 e Oyggjarvegur, que é a estrada de Tórshavn-se sobre as montanhas ao norte da ilha, iniciou sua construção em 1966. Três anos mais tarde, uma outra estrada foi construída no sentido sul-norte, percorrendo grande parte da ilha Streymoy. A estrada de Oyggjarvegur não é utilizada para o tráfego diário, mas uma nova estrada de baixo tráfego foi construída para essa finalidade, destinando-se à costa leste da ilha Streymoy. Há poucos túneis e viadutos na cidade, sendo os mais conhecidos os túneis de Kollafjørður e Kaldbak. Entre 2002 e 2005, alguns túneis subaquáticos foram construídos na área da cidade, principalmente em direção ao aeroporto, alcançando 86,7% da população das Ilhas Faroé que vivem em Tórshavn e na área circundante, possibilitando maior acesso da região de campo à zona da capital. O tráfego de automóveis em Tórshavn tem aumentado significativamente nos últimos anos, e o estacionamento no centro de Tórshavn está limitado a meia hora. Há serviços de transporte público na cidade.
Tórshavn é o principal porto nas Ilhas Feroe e tem ligações com os portos de Nólsoy e Suðuroy. Em 2013, as balsas partindo de Nólsoy passaram a fazer ligação com Tórshavn diariamente. Também há ligação por meio de balsas com Suðuroy, Trongisvágur e Tvøroyri. A viagem leva aproximadamente duas horas.
Há voos de helicóptero partindo de Tórshavn para aldeias e ilhas remotas, que são executados pelas pela Atlantic Airways. As rotas são de três vezes por semana durante todo o ano, no domingo, quarta e sexta-feira. No verão, em junho, julho e agosto os serviços de helicópteros também estão em operação na segunda-feira. As rotas costumam seguir de Tórshavn para destinos como Vágar, Mykines, Svínoy, Kirkja, Hattarvík, Klaksvík, Skúvoy Stóra Dímun (também chamado Dímun), Froðba e Koltur. De maio a setembro, Tórshavn recebe muitos navios de cruzeiro em seu porto. O porto está a cerca de 2 km do cais.
O transporte público na cidade é gratuito, desde janeiro de 2007. Além do tráfego dentro dos limites da cidade, os ônibus ligam Tórshavn a outras áreas residenciais em todo o arquipélago. O tráfego de ônibus é tratado por duas empresas: Bussleiðin, tem quatro linhas dentro dos limites municipais, que inclui os subúrbios e uma linha escolar, e é identificado com a cor vermelha; e a Bygdaleiðir, que não é de caráter gratuito e faz parte do Strandfaraskip Landsins (linha de transporte público). Os ônibus são de propriedade da prefeitura, mas são executados por empresas privadas. Os ônibus azuis fazem trajeto de Tórshavn para outras cidades nas Ilhas Faroe. Após a abertura de dois túneis subaquáticos, também tem como destino Klaksvík e o Aeroporto Vágar. Há também três pequenas redes de empresas de táxi: "Car e Mini Taxi", "Auto" e "Havnar Taxi".